# L'angelo tradito
L'angelo tradito (Misguided Angel) è un romanzo fantasy dalla scrittrice statunitense Melissa de la Cruz, il quinto di una serie intitolata Sangue blu.
Il libro è stato pubblicato in lingua originale nel 2010, mentre la pubblicazione in Italia risale al 2011.